# Cerylon amaroides
Cerylon amaroides is een keversoort uit de familie dwerghoutkevers (Cerylonidae). De wetenschappelijke naam van de soort werd in 1864 gepubliceerd door Louis Alexandre Auguste Chevrolat.